# Paolo Signorelli (politico)
Paolo Signorelli (Roma, 14 marzo 1934 – Roma, 1º dicembre 2010) è stato un politico italiano.
Esponente ideologico dell'estrema destra, ha militato prima nel Movimento Sociale Italiano e poi è stato uno dei massimi esponenti di Ordine Nuovo e del Fronte Sociale Nazionale, da cui si è successivamente allontanato. Nel direttivo del Centro Studi Ordine Nuovo, di cui era presidente Pino Rauti, Signorelli rivestiva funzioni di coordinamento sul piano operativo.

## Biografia
Laureato in scienze politiche, fu docente al liceo classico Gaetano De Sanctis di Roma. Fu leader del FUAN-Caravella (gli universitari missini) a Roma. Fu tra i fondatori del Centro Studi Ordine Nuovo, uscendo dal Movimento Sociale Italiano nel 1957. Rientrato con Pino Rauti nel 1969, fu eletto nel comitato centrale del partito. 
Nel 1976, espulso dal MSI, fu uno dei dirigenti del Movimento politico Lotta Popolare.
Collaborò con i periodici Anno Zero e Costruiamo l'azione, che nel 1978 divenne un movimento.
Fu colonna portante del Fronte Sociale Nazionale e tra i fondatori del Laboratorio politico Forza Uomo di cui era presidente. 
Le inchieste relative alla strage di piazza Fontana, della tentata strage sul treno Torino-Roma e all'organizzazione golpistica Rosa dei Venti hanno dimostrato il suo ruolo come membro "deviato" del SID.  
Scrisse nel 1996 un libro dal titolo indicativo Di professione imputato, nel quale sottolineava di essere diventato "disoccupato di Stato" a seguito delle vicende giudiziarie che lo avevano colpito. Diresse per anni la rivista Giustizia Giusta che ancora oggi dà voce alle "vittime" degli errori del sistema giudiziario italiano. Su di lui, il giornalista Giuliano Compagno pubblicò un libro, dal titolo, appunto, Paolo Signorelli.
È morto nel 2010, all'età di 76 anni.
Il fratello maggiore, Ferdinando Signorelli, fu senatore del MSI e di AN dal 1984 al 1996 .

## Procedimenti giudiziari
Venne accusato di essere il mandante di alcuni omicidi, tra cui quelli dei magistrati Vittorio Occorsio e Mario Amato, nonché della strage di Bologna, per cui venne successivamente assolto. Venne invece condannato per associazione sovversiva e banda armata.  Nelle motivazioni dell’ultima sentenza sulla strage di Bologna è citato 250 volte e definito in diverse occasioni ideologo del terrorismo neofascista. 

### Elenco provvedimenti
- 12 novembre 1980: ordine di arresto della procura di Bologna per concorso nell'omicidio del giudice Mario Amato.
- 24 ottobre 1981: ordine di arresto della procura di Firenze per concorso nell'omicidio del giudice Vittorio Occorsio.
- 5 aprile 1984: condannato dalla Corte d'assise di Bologna quale mandante dell'omicidio Amato.
- 22 marzo 1985: condannato dalla Corte d'assise di Firenze quale mandante dell'omicidio Occorsio.
- 6 febbraio 1986: assolto dalla Corte d'assise d'appello di Bologna per l'omicidio Amato.
- 14 giugno 1986: rinviato a giudizio per la strage di Bologna con l'imputazione di associazione sovversiva finalizzata all'eversione dell'ordine democratico.
- 16 ottobre 1987: la corte d'assise d'appello di Firenze conferma la condanna all'ergastolo per l'omicidio Occorsio.
- 16 dicembre 1987: la Corte di cassazione annulla l'assoluzione per l'omicidio Amato e rinvia per un nuovo giudizio
- 2 luglio 1988: la corte d'appello di Bologna lo condanna all'ergastolo per l'omicidio Amato.
- 11 luglio 1988: processo di primo grado: la Corte di assise di Bologna, condanna Signorelli a 12 anni per il reato di banda armata e lo assolve per la strage.
- 28 febbraio 1989: la Cassazione annulla l'ergastolo per l'omicidio Amato e rinvia per un nuovo giudizio.
- 15 gennaio 1990: assolto dalla Corte d'assise d'appello di Firenze per l'omicidio Amato e la sentenza passa in giudicato.
- 7 marzo 1990: assolto dalla Corte d'assise d'appello di Bologna per l'omicidio Occorsio.
- Processo di secondo grado: la Corte di assise di appello di Bologna, con sentenza del 18 luglio 1990, lo assolve, per non aver commesso il fatto. La sentenza, per quanto riguarda la sua posizione, è passata in giudicato
- 10 maggio 1991: la Cassazione annulla l'assoluzione per l'omicidio Occorsio e rinvia per un nuovo giudizio
- 1º dicembre 1993: assolto dalla Corte d'assise d'appello di Bologna per l'omicidio Occorsio. La sentenza è passata in giudicato.[5]